# Nhà thờ chính tòa Aachen
Nhà thờ chính tòa Aachen (thường được coi là "Nhà thờ Hoàng đế Đức" (Đức: Aachener Dom) là một nhà thờ Công giáo Rôma nằm ở thành phố Aachen, miền tây Đức. Nhà thờ này là nhà thờ chính tòa của Giáo phận Aachen và cũng là một trong những nhà thờ lâu đời nhất châu Âu được xây dựng theo lệnh của hoàng đế Charlemagne, người đồng thời cũng được chôn cất ở đó vào năm 814. Từ 936 đến 1531, nhà nguyện Palatine là nơi đã chứng kiến lễ đăng quang của 31 vị vua và 12 nữ hoàng Đức. Nhà thờ này có ngai tòa giám mục từ năm 1802 tới năm 1825. Năm 1930, giáo phận lại được tái lập ở đây.

## Lịch sử
Charlemagne bắt đầu xây dựng Nhà nguyện Palatine vào khoảng năm 796, song song với việc xây dựng phần còn lại của cung điện. Công trình được thiết kế bởi kiến trúc sư Odo của Metz và ngày hoàn thành là chưa rõ ràng. Tuy nhiên, một bức thư của học giả Alcuin vào năm 798 nói rằng nó đã gần hoàn thành, Giáo hoàng Lêô III đã thánh hiến nhà thờ. Một xưởng đúc đã được đưa tại Aachen đã được hình thành vào gần cuối thế kỷ thứ 8 và được sử dụng để đúc nhiều mảnh đồng từ cửa ra vào, lan can cho đến tượng ngựa và gấu. Charlemagne được chôn cất trong nhà nguyện vào năm 814. Nó chịu thiệt hại lớn trong một cuộc đột kích của người Viking năm 881 và được phục hồi vào năm 983.
Sau khi Friedrich Barbarossa liệt Charlemagne vào hàng thánh vào năm 1165, nhà nguyện trở thành nơi thu hút khách hành hương. Để duy trì dòng người hành hương khổng lồ trong thời kỳ Gothic, một hội trường hợp xướng đã được xây dựng năm 1355, và một nhà nguyện kính ("Capella vitrea") có hai phần được thánh hiến trong lễ kỷ niệm 600 năm ngày mất của Charlemagne. Một vòm bát úp, một số nhà nguyện khác và một gác chuông cũng được xây dựng vào những khoảng thời gian sau đó. Nó đã được khôi phục lại vào năm 1881 khi những trang trí tường Baroque được gỡ bỏ.
Trong chiến tranh thế giới lần thứ hai, thành phố Aachen bao gồm cả nhà thờ nổi tiếng của nó đã bị thiệt hại nặng nề bởi các cuộc tấn công ném bom và pháo kích của quân Đồng minh, nhưng cấu trúc cơ bản của nhà thờ vẫn tồn tại. Nhiều đồ vật nghệ thuật của nhà thờ đã được gỡ bỏ để lưu trữ ở nơi an toàn trong chiến tranh, và một số đồ vật không thể di chuyển được bảo vệ trong chính nhà thờ. Tuy nhiên, cửa kính của hội trường hợp xướng có niên đại thế kỷ 14, bàn thờ Tân Gothic, một phần lớn của hàng hiên nhà thờ và Nhà nguyện Đức giáo hoàng (Heiligtumskapelle) đã bị phá hủy và không thể cứu vãn được. Tái thiết và phục hồi đã diễn ra không liên tục trong hơn 30 năm và chi phí ước tính khoảng 40 triệu euro. Năm 1987, nhà thờ là một trong số 12 địa điểm đầu tiên được UNESCO công nhận là Di sản thế giới.

## Cấu trúc
Nhà thờ sử dụng hai phong cách kiến trúc riêng biệt, với một phần nhỏ mang kiến trúc thứ ba. Phần thứ nhất là lõi của nhà thờ là Nhà nguyện Palatine mang kiến trúc Carolus-Roman được mô phỏng theo Vương cung thánh đường San Vitale ở Ravenna và nhỏ hơn đáng kể so với các phần thêm vào sau này. Phần thứ hai là một dàn hợp xướng được xây dựng theo phong cách kiến trúc Gothic. Cuối cùng là những phần thể hiện phong cách Otto chẳng hạn như khu vực xung quanh ngai vàng.

## Kho tàng
Nhà thờ Aachen chứa một bộ sưu tập các đồ vật nghệ thuật thời trung cổ từ cuối thời Cổ điển, Carolus, Otto và Staufer, đặc biệt về ý nghĩa nghệ thuật và tôn giáo. 

### Ngai vàng của Charlemagne
Trong phòng trưng bày phía tây ở tầng dưới, đối diện với dàn hợp xướng là ngai vàng của Charlemagne, là mục tiêu của các cuộc điều tra trong nhiều thập kỷ qua. Ngai vàng Carolus ban đầu là từ chiến lợi phẩm của Nhà thờ Mộ Thánh ở Jerusalem. Sự xuất hiện của ngai vàng và vị trí của nó trong Nhà nguyện Palatine không thay đổi theo thời gian qua nhiều thế kỷ. Từ năm 936 đến năm 1531, có tổng cộng 31 vị vua của Đức lên ngôi sau khi được xức dầu thánh và lễ lên ngôi tại Bàn thờ Đức Mẹ.

### Marienschrein
Hòm thánh tích Maria (Marienschrein) tại gian hợp xướng của nhà thờ từ 1220-1239. Được trang trí bằng hình Chúa Kitô, Đức Mẹ Maria, Charlemagne, Giáo hoàng Lêô III cùng Mười hai sứ đồ, Hòm thánh tích này gồm có bốn thánh tích lớn của Aachen: Áo choàng không tay của Đức Mẹ Maria, Vải quấn của Chúa Kitô, vải liệm đầu Thánh Gioan và khố quấn quanh thắt lưng Chúa Kitô. Theo một phong tục bắt đầu vào năm 1349, cứ mỗi bảy năm, các thánh tích được đưa ra ngoài hòm thánh tích và được trưng bày trong cuộc Đại hành hương Aachen. Cuộc hành hương gần đây nhất diễn ra trong tháng 6 năm 2014.

### Đèn chùm Barbarossa
Từ vòm của mái vòm tạo thành bởi tám mặt cong, một đèn chùm thả bánh xe treo trên một dây xích dài cách mặt đất khoảng bốn mét và có đường kính hơn bốn mét được gọi là Đèn chùm Barbarossa (1165/1170). Tác phẩm nghệ thuật này là quà tặng của Hoàng đế Frederick Barbarossa và vợ ông Beatrice. Bốn mươi tám ngọn nến của đèn chùm được thắp sáng trong sự trang trọng của nhà thờ.

### Đài giảng kinh của Heinrich II
Giữa năm 1002 và 1014, Heinrich II đã xây dựng một bục giảng kinh thẳng đứng như là một đài giảng kinh ở lối phía đông. Đây là một trong những kho báu nghệ thuật tuyệt vời nhất của thời Otto Phục hưng. Dòng chữ của nó ở các cạnh trên và dưới xác định rõ nhà tài trợ là Heinrich II gọi ông là REX PIVS HEINRICVS. Đài giảng kinh nằm trên một chân đế gỗ sồi và được trang trí bằng rất nhiều đồ vàng bạc đá quý, trong đó có nhiều đồ tạo tác quý giá từ thời cổ đại, chẳng hạn như bốn chi tiết dập bằng đồng với các mô tả về Người truyền bá Phúc âm hay như sáu tấm ngà có từ thế kỷ thứ 6. Cầu thang chính dẫn lên bằng gỗ có từ năm 1782. Đài giảng kinh được khôi phục triệt để trong năm 1816/1817 và một lần nữa vào giữa năm 1926 đến 1937. Cho đến ngày nay, đài giảng vẫn còn sử dụng cho các lễ trọng đại của nhà thờ.

### Pala d'Oro
Đây là một bức trang trí sau bàn thờ bằng vàng và ngày nay nó tạo thành màn che bàn thờ trên cao có lẽ đã được tạo ra vào khoảng năm 1020 tại Fulda. Nó bao gồm mười bảy tấm vàng riêng rẽ với các phù điêu trong các chi tiết dập. Ở trung tâm, chúa Kitô được tôn sùng là Đấng Cứu Thế trong một vầng hào quang hình quả hạnh nhân, bên cạnh Đức Mẹ Maria và Tổng lãnh thiên thần Micae. Bốn trang trí mêđaiông với hình ảnh biểu tượng của bốn nhà truyền giáo (Mátthêu, Máccô, Luca và Gioan) cho thấy mối liên hệ với mười hai tấm phù điêu khác với những mô tả từ cuộc đời của Chúa Giêsu. Họ bắt đầu với cuộc khải hoàn vào Jerusalem và kết thúc bằng cuộc gặp gỡ của người phụ nữ với Sự phục sinh của Giêsu trước khi mộ mở ra vào buổi sáng Lễ Phục Sinh. Các mô tả được đọc hiểu từ trái sang phải, giống như một cuốn sách.
Về mặt phong cách tạo tác, Pala d'Oro không đồng nhất. Năm bức phù điêu đầu tiên có lẽ đến từ một thợ kim hoàn được chỉ dạy ở vùng đất Rheinland, được phân biệt bằng lời kể hân hoan nổi bật. Nó có lẽ bắt nguồn từ sự hiến tặng của Otto III. Các bảng phù điêu khác cùng với phù điêu trung tâm của Chúa Kitô, Maria và Micae là những họa đồ Byzantine và hậu Carolus, và có thể lần đầu tiên được thêm vào dưới sự kế thừa của Otto và Heinrich II.
Có lẽ, vào cuối thế kỷ 15, bức trang trí bằng vàng đã hình thành một hệ thống bàn thờ đồ sộ với mười hai bức phù điêu của các tông đồ trong kho báu nhà thờ, cùng với bức trang trí sau bàn thờ với các cảnh về cuộc đời của Đức Mẹ Maria, đã bị dỡ bỏ vào năm 1794 bởi Pháp trong Chiến tranh Liên minh thứ nhất.

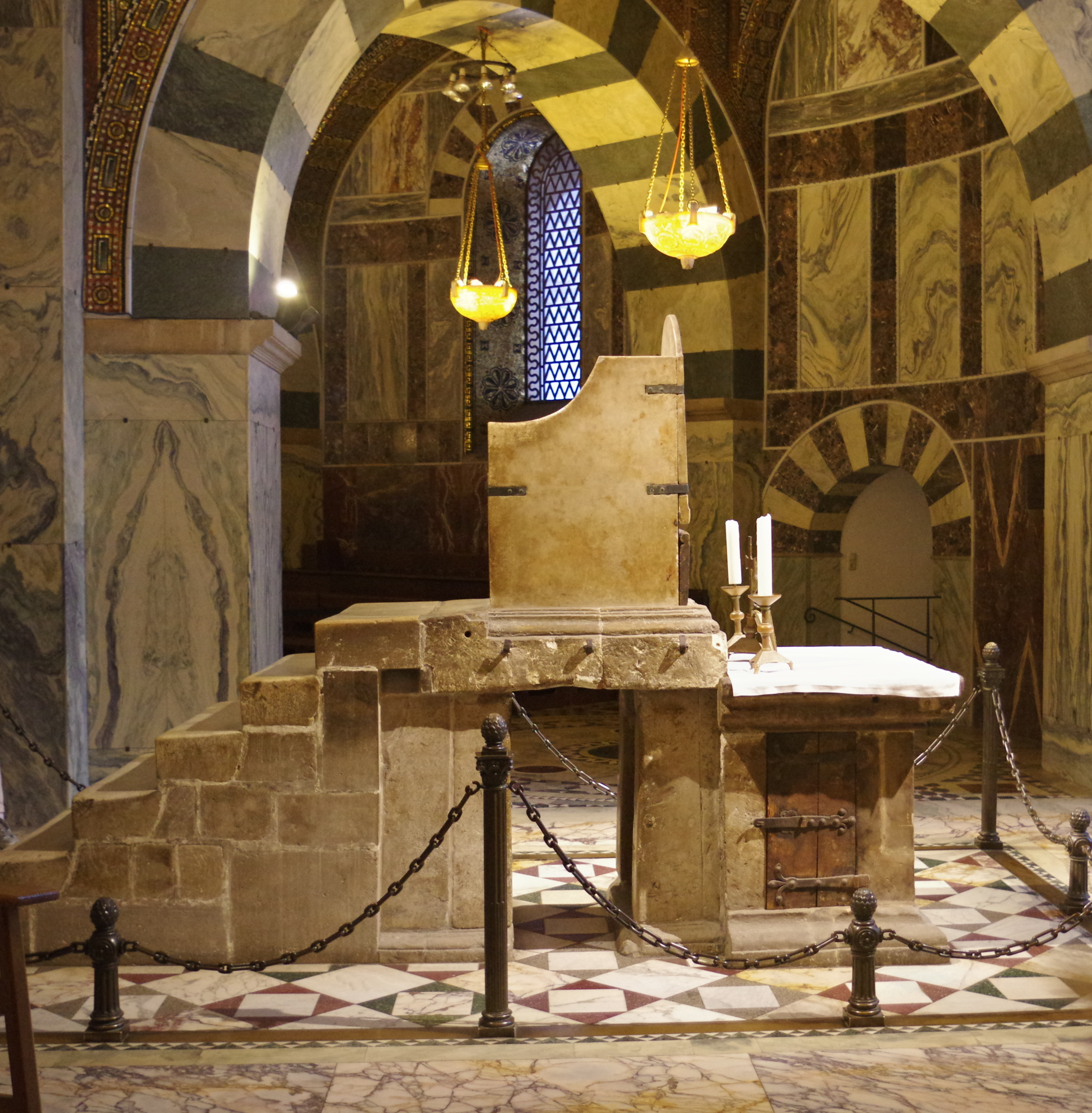
Ngai vàng của Charlemagne
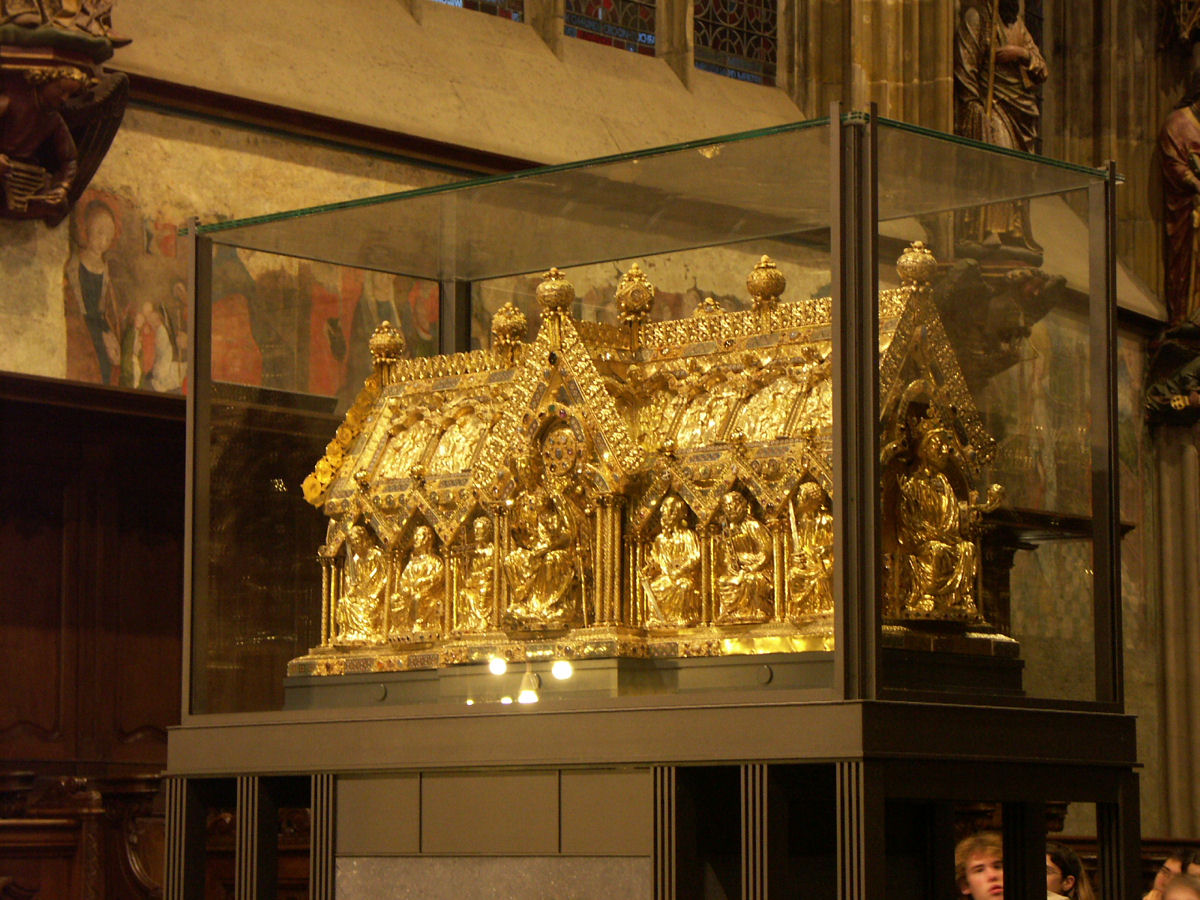
Hòm thánh tích Maria (1238)
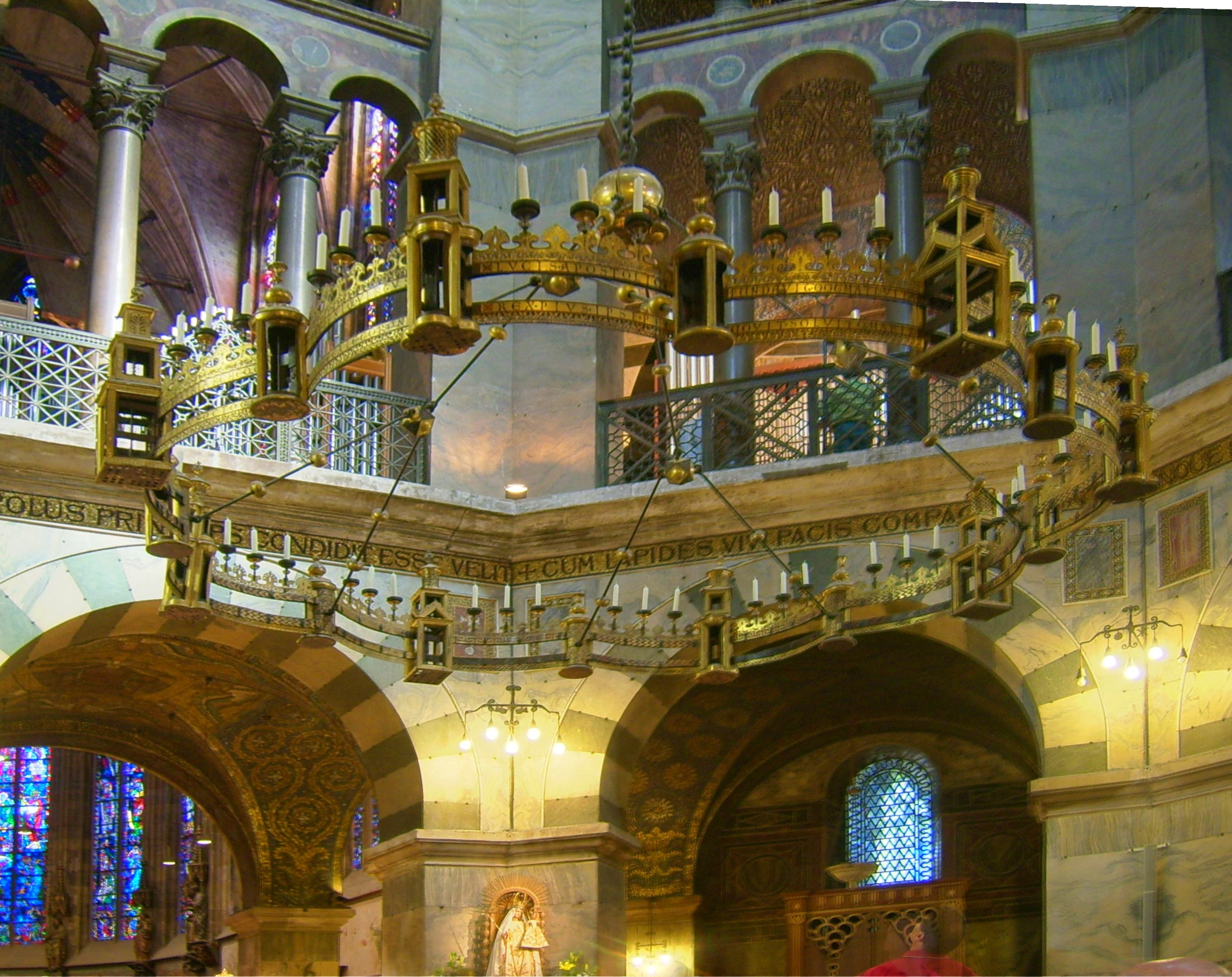
Đèn chùm Barbarossa (1170)
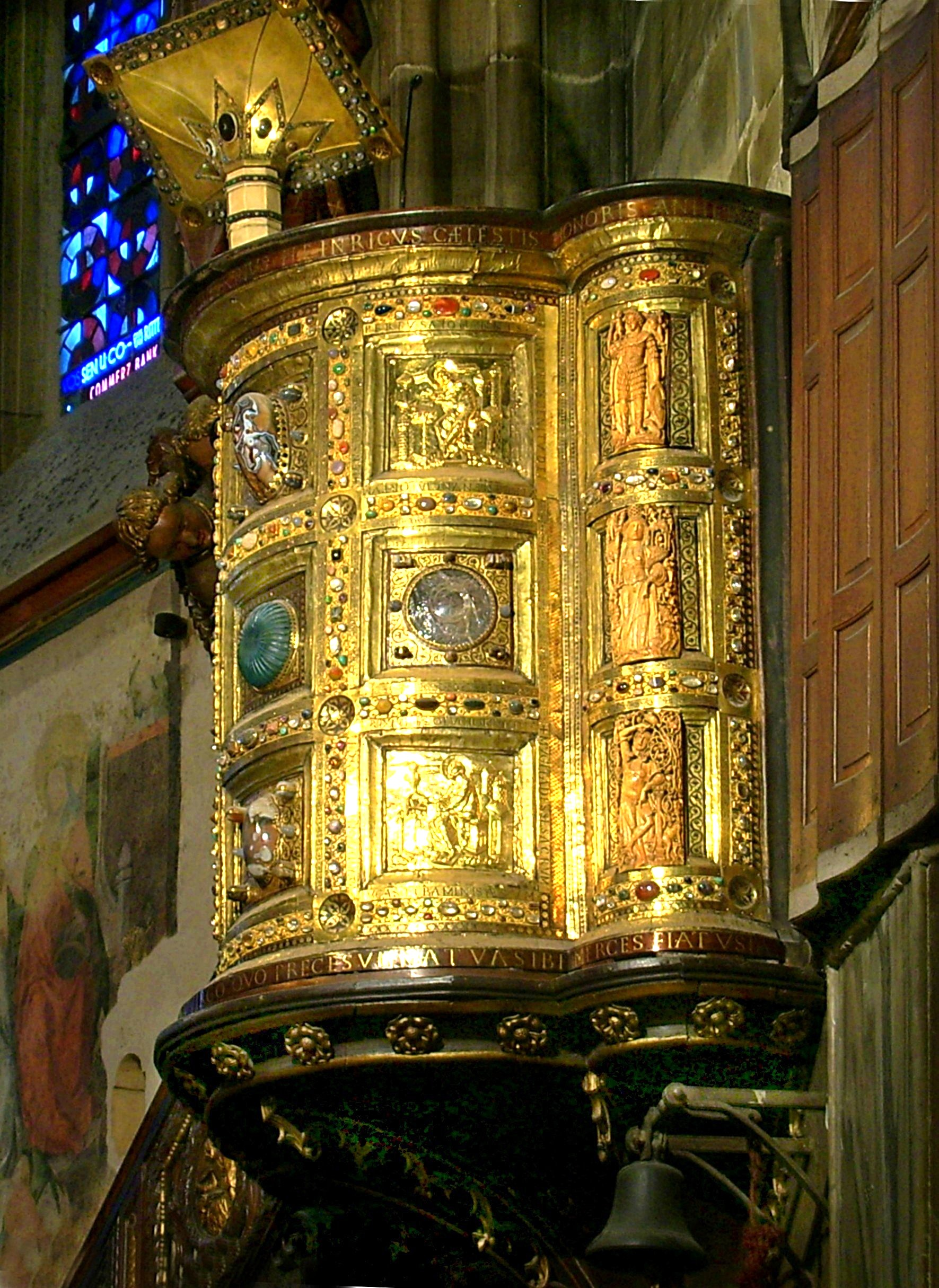
Bục giảng kinh thời Heinrich II (1014)
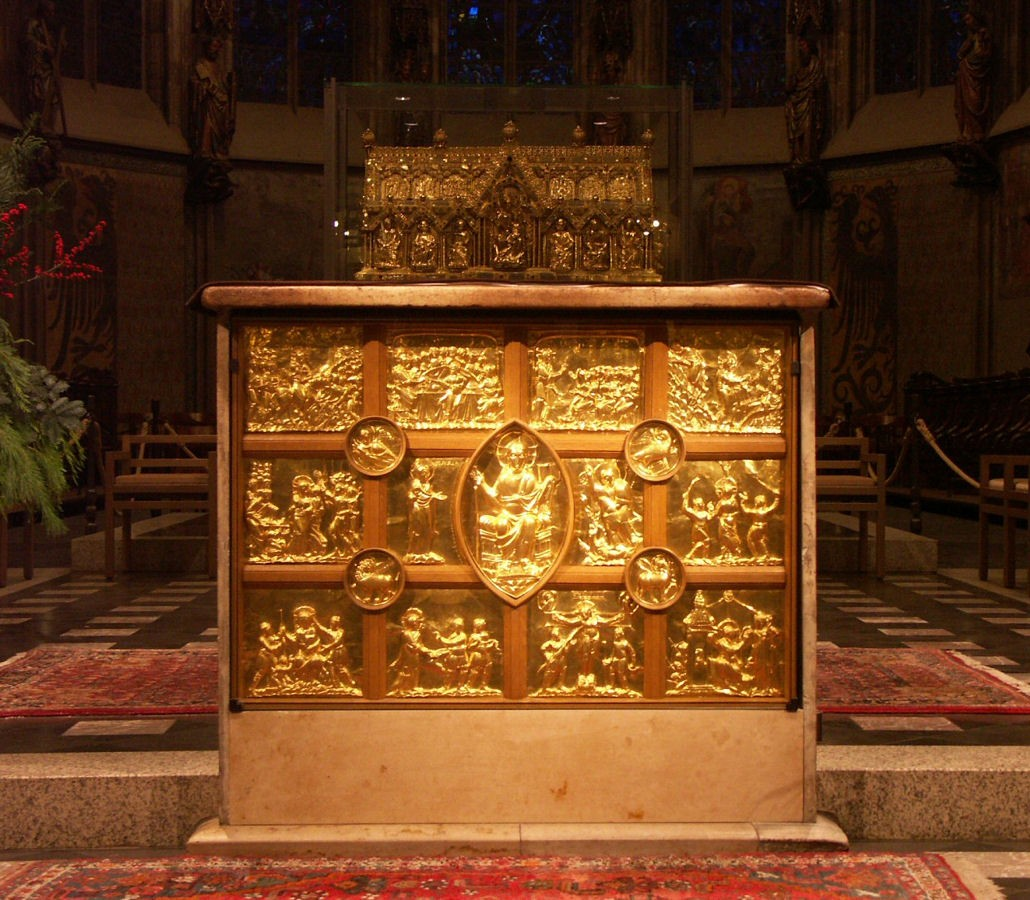
Pala d'Oro

### Kho báu nhà thờ
Kho báu Nhà thờ chính tòa Aachen bao gồm nhiều hiện vật rất quan trọng như là Thánh giá của Lothair, Bức tượng bán thân của Charlemagne và quan tài bằng đá cẩm thạch Quan tài đá Proserpina. Nó được coi là một trong những kho báu nhà thờ quan trọng nhất Bắc Âu. Người hành hương có thể nhìn thấy một số di tích cứ sau bảy năm khi chúng được đưa ra trưng bày.

### Đại phong cầm
Hệ thống đại phong cầm của nhà thờ được lắp đặt vào năm 1939. Nó bao gồm một phần của cây đại phong cầm trước đó được lắp đặt từ năm 1845-1847 được tạo ra bởi chuyên gia về đại phong cầm Wilhelm Korfmacher của Linnich. Đại phong cầm Korfmacher có 60 cần bấm được sắp xếp thành ba phân cấp.
Cây đàn hiện tại được lắp đặt vào năm 1939 Johannes Klais tới từ Bonn lớn hơn với 65 cần bấm được sắp xếp thành năm phân cấp. Để đạt được âm thanh cân bằng trong toàn bộ nhà thờ, các phần được sắp xếp phân tán xuyên suốt nhà thờ; ở hốc tường phía tây bắc và tây nam của dàn hợp xướng là một cây đàn phong cầm trên cao, trong khi một cây phong cầm tổ yến được treo trên cột phía đông của hình bát giác.
Từ 1991–1993, cây đàn đã được phục hồi bởi công ty đại phong cầm Klais tăng lên tổng cộng 93 cần bấm. Vào thời điểm này, phong cầm tổ yến đã biến thành một nhạc cụ độc lập mới ở phần cao hơn của nhà thờ giữa cột bát giác và dàn hợp xướng.

## Ý nghĩa lịch sử và tôn giáo

### Nơi an nghỉ cuối cùng của Charlemagne
Cốt lõi của nhà thờ là một cấu trúc hình bát giác Carolus ban đầu được dựng lên như nhà nguyện cung điện của Charlemagne và sau này chính là nơi lưu giữ mộ của ông. Sau khi qua đời, thì ngày 28 tháng 1 năm 814, Charlemagne được chôn cất tại nhà thờ của mình, vị trí chính xác vẫn chưa được biết vì thiếu tài liệu và sự mơ hồ của bằng chứng vật lý. Tuy nhiên, có khả năng ông đã được chôn cất trong chiếc quan tài đá Persephone bên dưới tháp phía tây ở lối vào cấu trúc bát giác
Năm 1000, hoàng đế Otto III của Đế quốc La Mã Thần thánh đã cho mở hầm mộ của Charlemagne. Otto của Lomello, một trong các cận thần đã đi theo Otto III đã ghi lại sự kiện này trong Biên niên sử của Novalesia, viết vào khoảng năm 1026 như sau:
| “ | Vậy chúng tôi đi vào hầm mộ Charles. Ông ta không nằm như các người chết khác, mà ngồi như thể còn sống. Đầu đội vương miện bằng vàng, bàn tay vẫn mang bao tay, cầm một vương trượng; móng tay xuyên qua bao tay chìa ra ngoài. Bên trên ông ta có tấm trướng bằng đá vôi và cẩm thạch. Khi vào, có một mùi khó chịu xộc ra. Chúng tôi quỳ xuống tỏ lòng thành kình với hoàng đế Charles và sắp xếp lại những thứ bị hư hại. Thân thể hoàng đế còn nguyên vẹn, chỉ trừ chỏm mũi. Hoàng đế Otto đã thay thế nó bằng vàng, lấy một cái răng của Charles, cho xây tường bịt lối vào hầm mộ, rồi lui lại. | ” |

Một hình lớn mô tả hoàng đế Otto và cái nhìn khâm phục vào hoàng đế Charlemagne được vẽ trên tường đại sảnh đường của Tòa thị chính Aachen. Năm 1165, hoàng đế Friedrich Barbarossa lại cho mở hầm mộ này và đặt thi hài hoàng đế Charlemagne vào một quan tài làm bằng đá hoa giả sứ (parian marble), cùng loại với cái để lưu giữ hoàng đế Augustus Caesar của La Mã. Các xương của Charlemagne nằm trong quách này cho tới năm 1215, hoàng đế Friedrich II lại cho đặt vào một quan tài bằng vàng và bạc. Một bộ luật bằng giấy da bê thuộc chôn chung với Charles được lấy đi.

### Nơi đăng quang của các vị vua Đức
Theo chỉ dẫn rõ ràng của Charlemagne, con trai ông là Louis Mộ Đạo đã tự xưng làm vua trong nhà nguyện. Giữa lễ đăng quang của Otto I vào năm 936 cho đến năm 1531, đã có tổng cộng 31 vị vua (trên tổng số xấp xỉ 40 vị vua của Đức) đã được trao vương miện trong nhà nguyện. Lễ đăng quang tại bàn thờ Đức Mẹ, sau đó là tiếp quản Ngai vàng Aachen của Charlemagne (vẫn còn cho đến ngày nay). Điều đáng chú ý là trong thời kỳ này, tất cả các nhà cai trị Đức bất kể họ có được trao vương miện ở Aachen hay không, đều đã ngồi trên ngai vàng của Charlemagne.

### Hành hương Aachen
Cuộc hành hương Aachen là một cuộc hành hương trong đó bốn di tích tôn giáo quan trọng nhất của nhà thờ có thể được nhìn thấy bởi các tín đồ, chứng thực từ năm 1238. Kể từ năm 1349, các thánh tích này đã được đưa ra trưng bày mỗi 7 năm một lần. Cuộc hành hương gần đây nhất vào năm 2014 với phương châm "Geh in das Land, das ich dir zeigen werde" ("Tới vùng đất tôi sẽ chỉ cho bạn thấy")